# Давид II (Католикос-Патриарх Грузии)
Давид II (Багратиони) (груз.: დავით II; род. 1417 — ум. ок. 1457) — Католикос-Патриарх Всея Грузии в XV веке, хиротонисан в 1426 году. Из династии Багратионов.
Он был четвёртым сыном Александра I, царя Грузии (годы правления 1412—1442), от его второй жены, Тамары Имеретинской (потомство Давида VI Нарина).

## Биография
Давид, родившийся около 1417 года, был предопределен своим отцом для церковной карьеры в юном возрасте и стал или был назначен стать Католикосом в 1426 году. По мнению Кирилла Туманова, его правление продолжалось до его смерти около 1457 года, в то время как два других современных Давиду католикоса, Феодор и Шио, упоминаемые в 1427—1434 и 1440—1446 годах соответственно, были его местоблюстителем с титулом католикоса в то время, когда Давид был ещё очень молод и до того, как он сам вступил на престол Грузинской Православной Церкви около 1447 года.
Нет научного консенсуса относительно продолжительности правления Давида II, поскольку некоторые историки, такие как Михаил Тамарати, помещают трех разных католикосов по имени Давид — Давид II или III (1426—1428), Давид III или IV (1435—1439) и Давид IV или V (1447—1457) — в течение XV века. Другие, особенно Кирилл Туманов, видят в этих трех именах одно и то же лицо, сына Александра I. Путаница возникает из-за трех хронологических групп документов, в то время как несоответствие цифр после католических имен связано с тем, что некоторые историки, такие как Тамарати, опускают католикоса Давида 859—861 годов.